# Nasva, Ösel
Nasva är en småköping (estniska: alevik) i Lääne-Saare kommun på ön landskapet Ösel i västra Estland. Orten ligger vid stranden av Rigabukten, där ån Nasva jõgi har sitt utflöde och vid Riksväg 77, ca sju kilometer väster om staden Kuressaare.
Norr om orten ligger sjöarna Mullutu laht och Suurlaht.
I kyrkligt hänseende hör orten till Kuressaare församling inom den Estniska evangelisk-lutherska kyrkan.

## Galleri

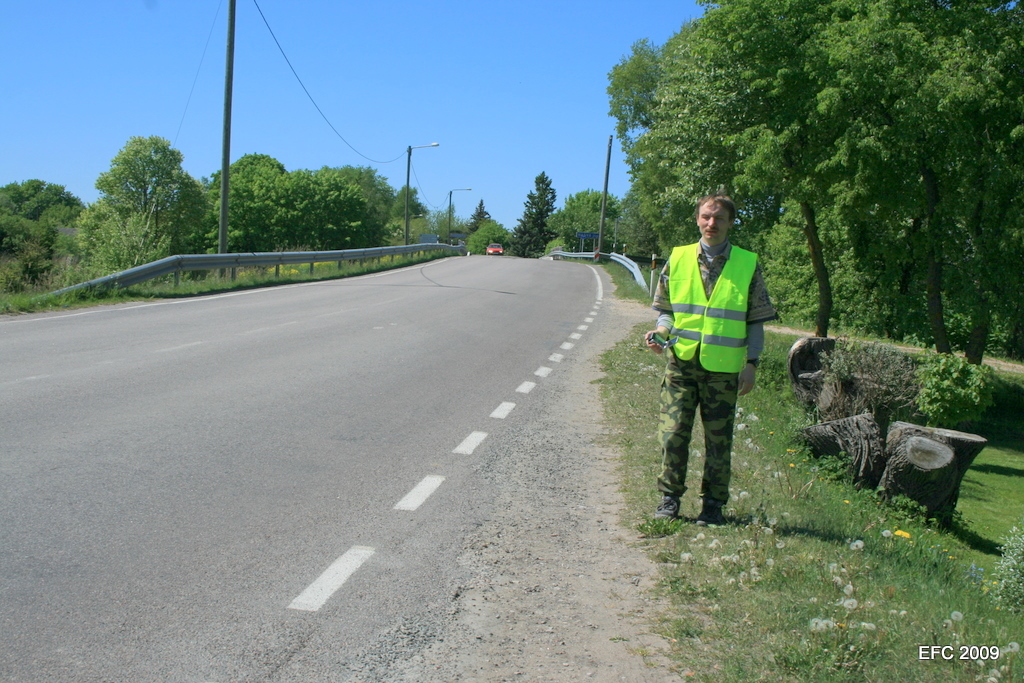
Bron över ån Nasva jõgi.
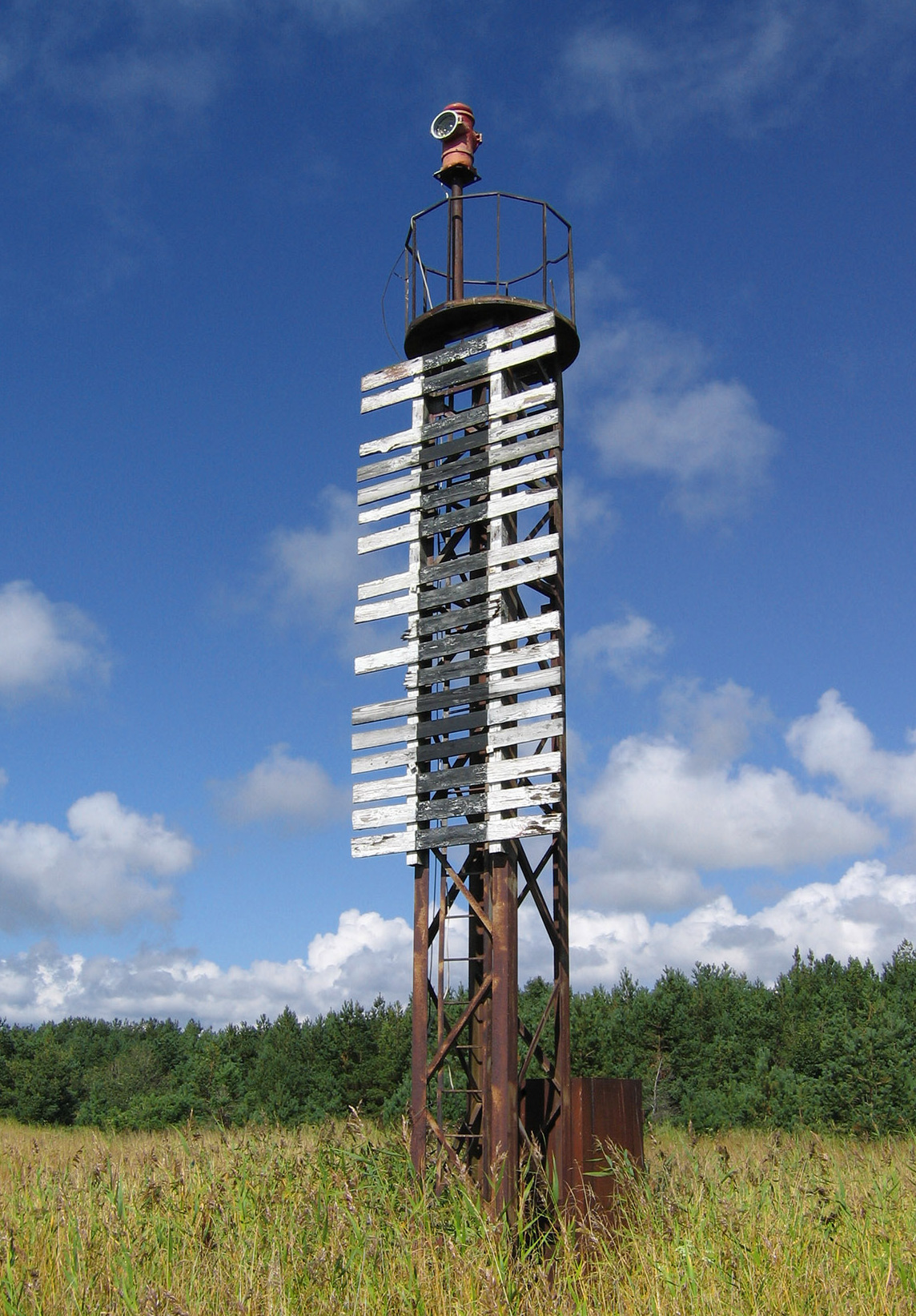
Båk vid Nasva hamn.